# 李乙廷
李乙廷，台灣政治人物，中國國民黨籍，2008年賄選當選立法委員（苗栗縣選區），同年12月10日被判當選無效去職。2009年，其妻陳鑾英參與補選但失利。

## 經歷
- 後龍鎮公所秘書
- 後龍鎮公所民政課長
- 後龍鎮公所農業課長
- 後龍鎮公所建設課長
- 台灣土地開發信託公司科長
- 台灣土地開發信託公司襄理
- 台灣土地開發信託公司副理
- 苗栗縣農會總幹事
- 中華民國農訓協會理事長
- 苗栗縣桌球委員會主任委員
- 第七屆立法委員（2008年2月1日－2008年12月10日）
- 苗栗肉品市場股份有限公司董事長（2010年7月20－）
- 三灣鄉代理鄉長（2022年4月22－2022年12月25日）

## 第七屆立委選舉賄選疑案
- 2008年1月23日，苗栗地檢署將李乙廷依違反選罷法起訴並求刑兩年以上、併科罰金新台幣200萬元。原因是李乙廷從2007年6月至10月，共同協議由賴意晴、林玉華等人，趁選區內民間團體舉辦活動時，捐助現金或牛奶、啤酒，再由李本人或助選人員請求投票支持，涉嫌賄選[3][4]。

- 2月13日，苗栗地檢署表示，李乙廷利用該選區內團體舉辦活動，假借捐助現金或用品等方式賄選，涉嫌違反選罷法，因此對李提起當選無效之訴。李乙廷回應，他對捐贈一事毫無所悉，經他查證，有些捐助者是他的友人或不認識的支持者，在他不知情的情況下好心幫他助選[5][6][7]。

- 12月10日，二審判決結果出爐，李乙廷當選無效確定[8]。

## 第七屆立法委員任期出席紀錄
- 2008年2/1－3/26院會應出席15次，委員會應出席19次，總計34次，缺席18次。

- 2008年4/1－4/30院會應出席4次，委員會應出席15次，總計19次，缺席0次。

資料來源：公民監督國會聯盟監督國會週報第五、十五期。www.ccw.org.tw

## 外部連結
- 李乙廷的Facebook專頁

- 立法院 李乙廷委員簡介 （页面存档备份，存于）